# Aroldo III di Danimarca
Aroldo III Hen (1041 – 17 aprile 1080) fu re di Danimarca dal 1076 al 1080.
Aroldo III era il figlio illegittimo di Sweyn II di Danimarca.
Fu nominato re dopo un'elezione regolare sulla costa della Selandia del nord. Nell'insieme sembra che fosse stato un governante pacifico e abile che cercò di migliorare le monete danesi. Alcuni cronisti medievali (specialmente Saxo Grammaticus) lo disprezzarono come un re debole e inefficace compiacente alla volontà della gente comune. Storici successivi invece lo reputano un monarca "democratico" proprio in base alle stesse ragioni.
Il suo soprannome significa "un soffice cote ad acqua".

## Ascendenza
|                         |   |                      | Genitori              |  |  | Nonni |  |  | Bisnonni            |  |  | Trisnonni |  |
|                         |   |                      |                       |  |  |       |  |  | Thorgils Sprakalägg |  |  | …         |  |
|                         |   |                      |                       |  |  |       |  |  | Thorgils Sprakalägg |  |  | …         |  |
|                         |   | …                    |                       |  |  |       |  |  | Thorgils Sprakalägg |  |  |           |  |
| Ulf Thorgilsson         |   |                      |                       |  |  |       |  |  | Thorgils Sprakalägg |  |  |           |  |
|                         |   | …                    | …                     |  |  |       |  |  |                     |  |  |           |  |
|                         |   | …                    | …                     |  |  |       |  |  |                     |  |  |           |  |
|                         |   | …                    | …                     |  |  |       |  |  |                     |  |  |           |  |
| Sweyn II di Danimarca   |   | …                    |                       |  |  |       |  |  |                     |  |  |           |  |
|                         |   | Sweyn I di Danimarca | Aroldo I di Danimarca |  |  |       |  |  |                     |  |  |           |  |
|                         |   | Sweyn I di Danimarca | Aroldo I di Danimarca |  |  |       |  |  |                     |  |  |           |  |
|                         |   | Sweyn I di Danimarca | Tova degli Obodriti   |  |  |       |  |  |                     |  |  |           |  |
| Estrid Svendsdatter     |   | Sweyn I di Danimarca |                       |  |  |       |  |  |                     |  |  |           |  |
|                         |   | Gunhildr di Venedia  | …                     |  |  |       |  |  |                     |  |  |           |  |
|                         |   | Gunhildr di Venedia  | …                     |  |  |       |  |  |                     |  |  |           |  |
|                         |   | Gunhildr di Venedia  | …                     |  |  |       |  |  |                     |  |  |           |  |
| Aroldo III di Danimarca |   | Gunhildr di Venedia  |                       |  |  |       |  |  |                     |  |  |           |  |
|                         | … | …                    |                       |  |  |       |  |  |                     |  |  |           |  |
|                         | … | …                    |                       |  |  |       |  |  |                     |  |  |           |  |
|                         | … | …                    |                       |  |  |       |  |  |                     |  |  |           |  |
| …                       | … |                      |                       |  |  |       |  |  |                     |  |  |           |  |
|                         |   | …                    | …                     |  |  |       |  |  |                     |  |  |           |  |
|                         |   | …                    | …                     |  |  |       |  |  |                     |  |  |           |  |
|                         |   | …                    | …                     |  |  |       |  |  |                     |  |  |           |  |
| …                       |   | …                    |                       |  |  |       |  |  |                     |  |  |           |  |
|                         |   | …                    | …                     |  |  |       |  |  |                     |  |  |           |  |
|                         |   | …                    | …                     |  |  |       |  |  |                     |  |  |           |  |
|                         |   | …                    | …                     |  |  |       |  |  |                     |  |  |           |  |
| …                       |   | …                    |                       |  |  |       |  |  |                     |  |  |           |  |
|                         |   | …                    | …                     |  |  |       |  |  |                     |  |  |           |  |
|                         |   | …                    | …                     |  |  |       |  |  |                     |  |  |           |  |
|                         |   | …                    | …                     |  |  |       |  |  |                     |  |  |           |  |
|                         |   | …                    |                       |  |  |       |  |  |                     |  |  |           |  |